# Carmen-Ileana Mihălcescu
Carmen-Ileana Mihălcescu (fostă Carmen-Ileana Moldovan; n. 14 mai 1970, Brașov, România) este o politiciană română, aleasă deputat în legislaturile 2000-2004, 2008-2012, 2012-2016 și 2012-2020.
Pentru primul mandat, a candidat în județul Bacău pe listele PSD. La alegerile din 2008 a candidat din partea aceluiași partid într-un colegiu din Buzău, obținând un nou mandat.
În martie 2010, în timpul acestui al doilea mandat, a părăsit PSD după un conflict cu Vasile Ion, liderul local al acestui partid, și s-a alăturat grupului parlamentar al independenților, urmând să devină purtător de cuvânt al unei noi formațiuni de centru-stânga. A revenit ulterior în PSD și a fost aleasă din nou în 2012 în județul Dâmbovița și în 2016 în municipiul București, având astfel patru mandate diferite în patru circumscripții diferite.
În legislatura 2016-2020, a fost aleasă pe unul din cele patru posturi de vicepreședinte al Camerei Deputaților, iar după ce președintele Camerei, Liviu Dragnea, a fost condamnat definitiv pentru corupție, a asigurat interimatul președinției Camerei până la alegerea unui nou președinte.
În cadrul activității sale parlamentare, Ileana Carmen Moldovan a fost și este membru în următoarele grupuri parlamentare de prietenie:
- legislatura 2000-2004: Republica Africa de Sud (președinte), Republica Letonia, Republica Portugheză;
- legislatura 2008-2012: Republica Coasta de Fildeș, Regatul Unit al Marii Britanii și Irlandei de Nord;
- legislatura 2016-2020: Statul Israel, Statul Qatar.